# Konotopa (powiat warszawski zachodni)
Konotopa – wieś w Polsce położona w województwie mazowieckim, w powiecie warszawskim zachodnim, w gminie Ożarów Mazowiecki. Ma status sołectwa. Leży pomiędzy Warszawą, Piastowem i Pruszkowem.
Konotopa graniczy z Warszawą, ale jest odcięta od przyległych miejscowości; nie kursują żadne środki komunikacji.
Wieś szlachecka położona była w drugiej połowie XVI wieku w powiecie błońskim ziemi warszawskiej województwa mazowieckiego. W latach 1975–1998 miejscowość należała administracyjnie do województwa warszawskiego.
Według stanu w 2021 roku sołectwo liczyło 293 mieszkańców.
W Konotopie jest zlokalizowany węzeł w którym kończy swój bieg autostrada A2, gdzie przechodzi ona w Ekspresową obwodnicę Warszawy – drogi S8 i S2 (od sierpnia 2013) Jest to część autostradowej trasy wschód-zachód.

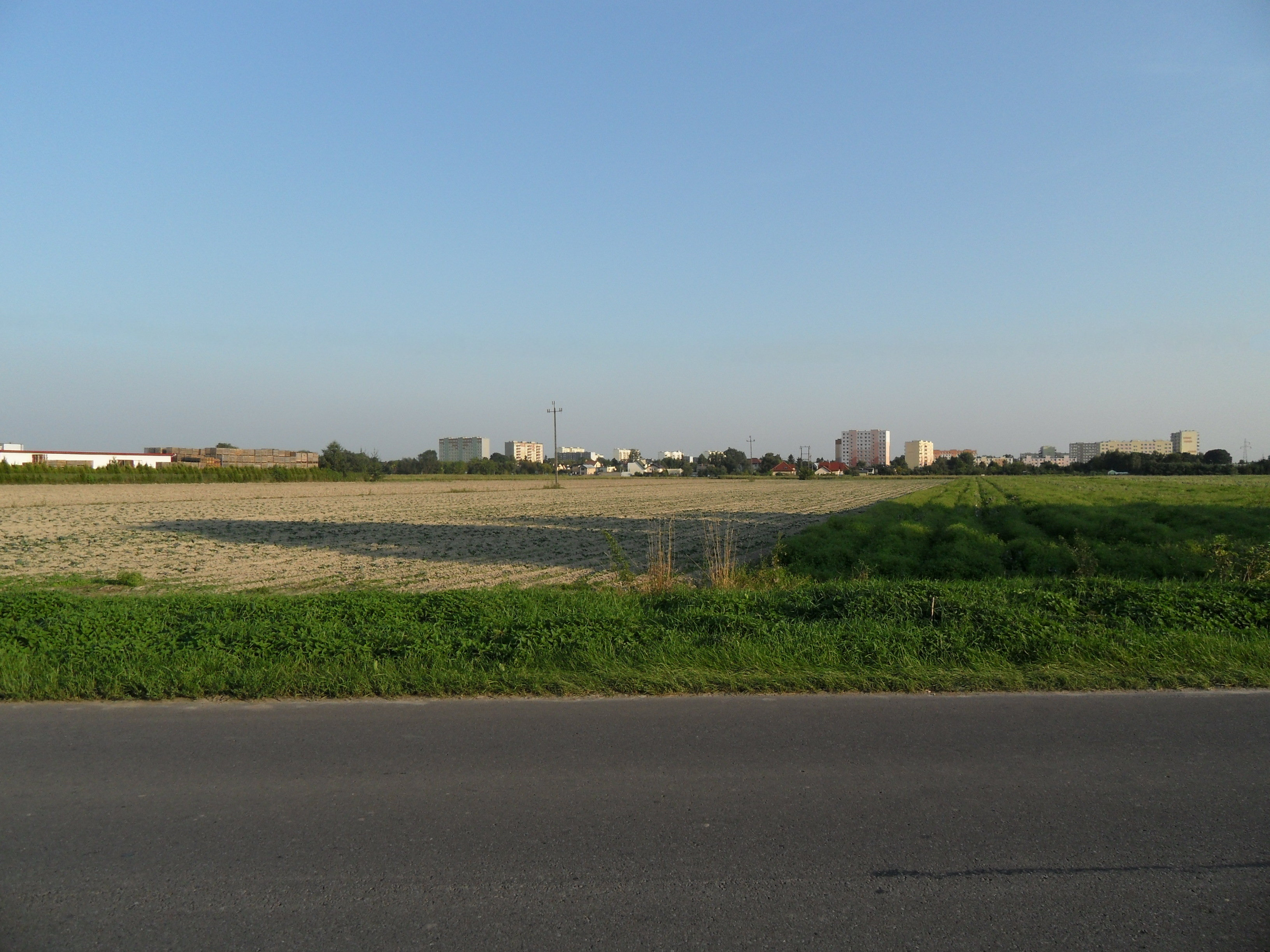
Widok z ul. Rajdowej w Konotopie na Piastów
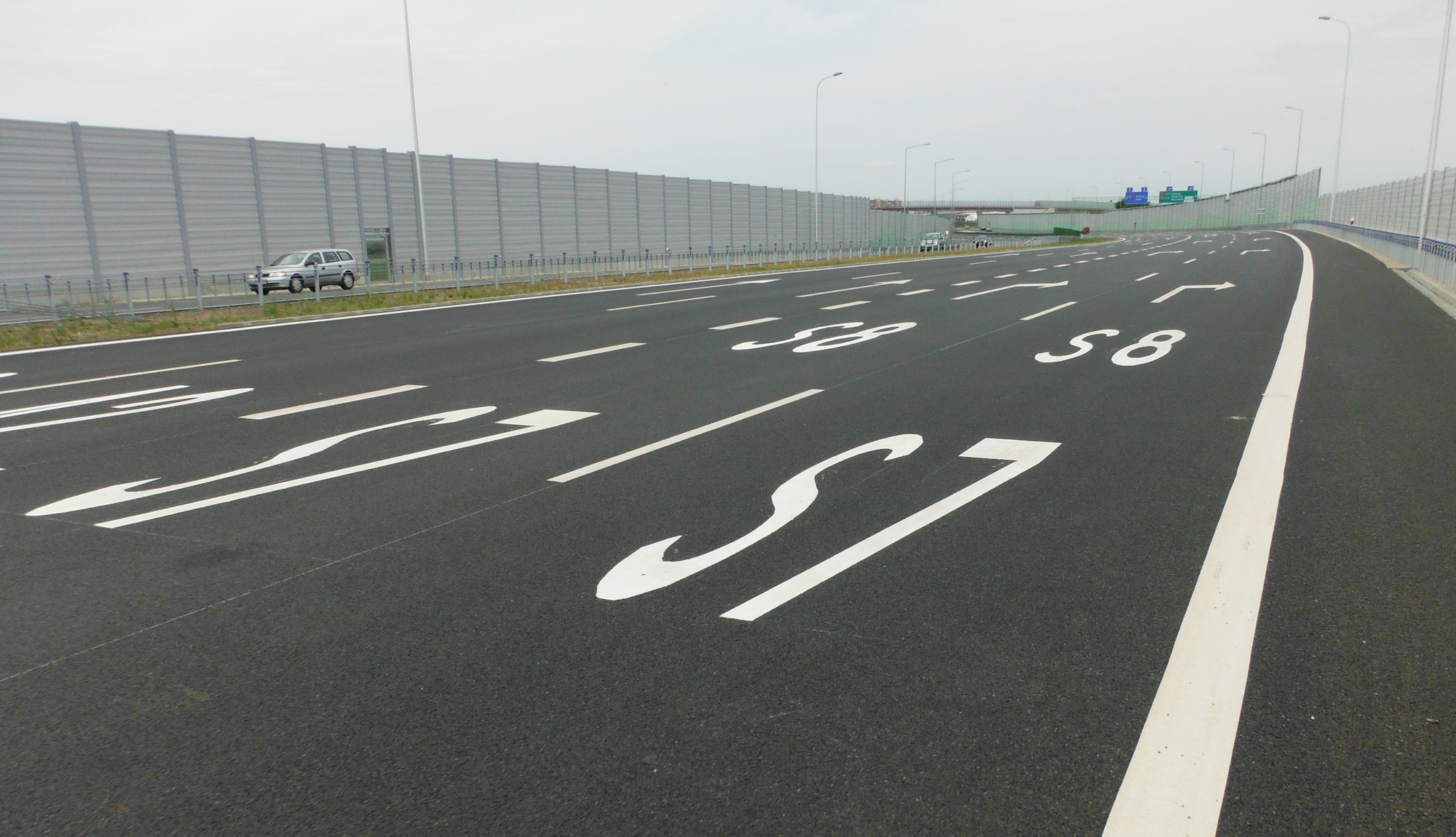
Południowa obwodnica Warszawy w pobliżu węzła „Konotopa”
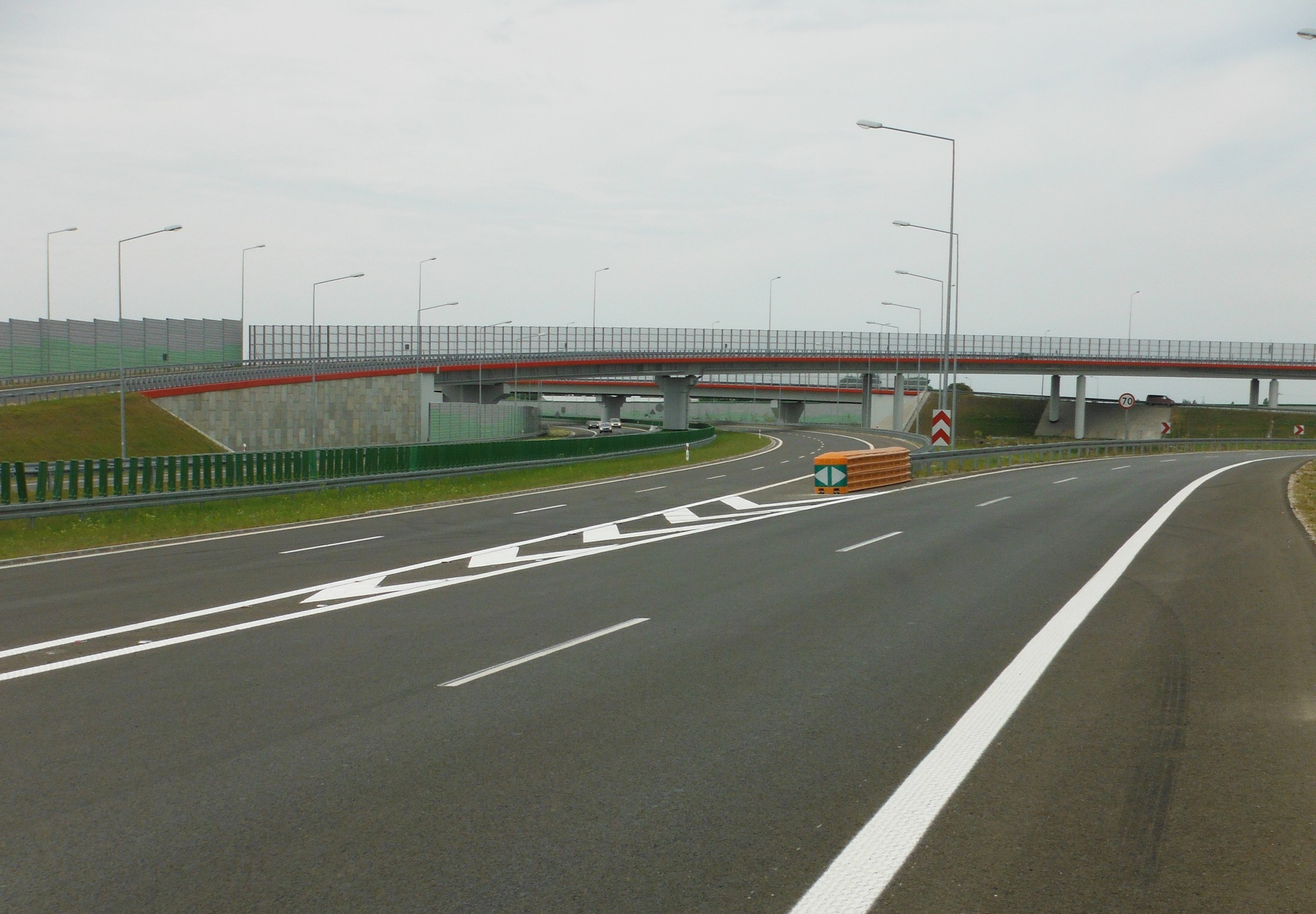
Węzeł „Konotopa”